# I've Lost You/Morning
I've Lost You/Morning è il secondo singolo di Gianni Davoli cantato insieme a Gli Eccentrici e pubblicato nel 1967.

## Descrizione
Il disco contiene due tracce entrambe scritte e composte da Gianni Marchetti, Giovanna Marini e Francesco Maselli. La seconda traccia dal titolo Morning è stata scritta e composta anche insieme allo stesso Davoli e Peppino Gagliardi ed è stata utilizzata come colonna sonora del film Plagio (1968) diretto da Sergio Capogna. Il 45 giri è stato interpretato insieme a Gli Eccentrici (gruppo musicale fondato dallo stesso Gianni Davoli) ed è anche l'unica canzone della carriera del gruppo. Le canzoni hanno il titolo inglese e sono interpretate in inglese. I've Lost You e Morning hanno raggiunto un discreto successo e sono state pubblicate nel 1967 con la casa discografica Det.

## Tracce
1. I've Lost You - 3:45 (G.Marchetti, G.Marini, F.Maselli)
2. Morning - 3:05 (G.Marchetti, G.Marini, F.Maselli, P.Gagliardi, G.Davoli)